# Apocalipsis 11
Apocalipsis 11 es el undécimo capítulo del Libro del Apocalipsis o Revelación de Jesucristo mostrada a Juan en el Nuevo Testamento de la  Biblia Cristiana. El libro se atribuye tradicionalmente a Juan el Apóstol, pero la identidad exacta del autor sigue siendo un punto de debate académico. Este capítulo contiene los relatos relacionados con el toque de la «séptima trompeta».

## Texto
El texto original fue escrito en griego koiné. Este capítulo está dividido en 19 versículos.

### Testigos textuales
Algunos manuscritos antiguos que contienen el texto de este capítulo son, entre otros:.
- Papiro 115 (ca. 275 d. C.; versículos existentes 1-5, 8-15, 18-19)
- Papiro 47 (siglo III)
- Uncial 0308 (ca. 350; se conservan los versículos 15-18)
- Codex Sinaiticus (330-360)
- Codex Alexandrinus (400-440)
- Codex Ephraemi Rescriptus (ca. 450; se conservan los versículos 4-19)

### Versículo 4

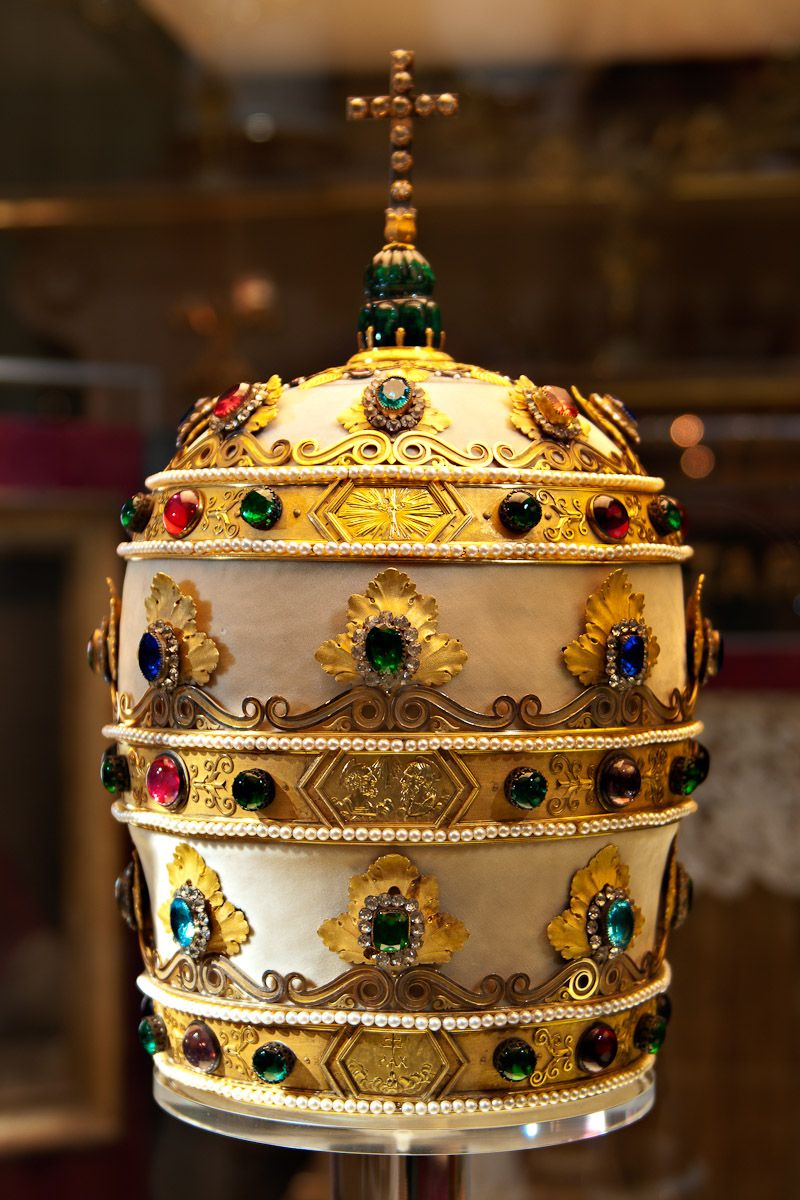
Tiara de Napoleón del Papa Pío VII en la que se grabó el texto de Apocalipsis 11:4